# 5-й федеральный избирательный округ Чьяпаса

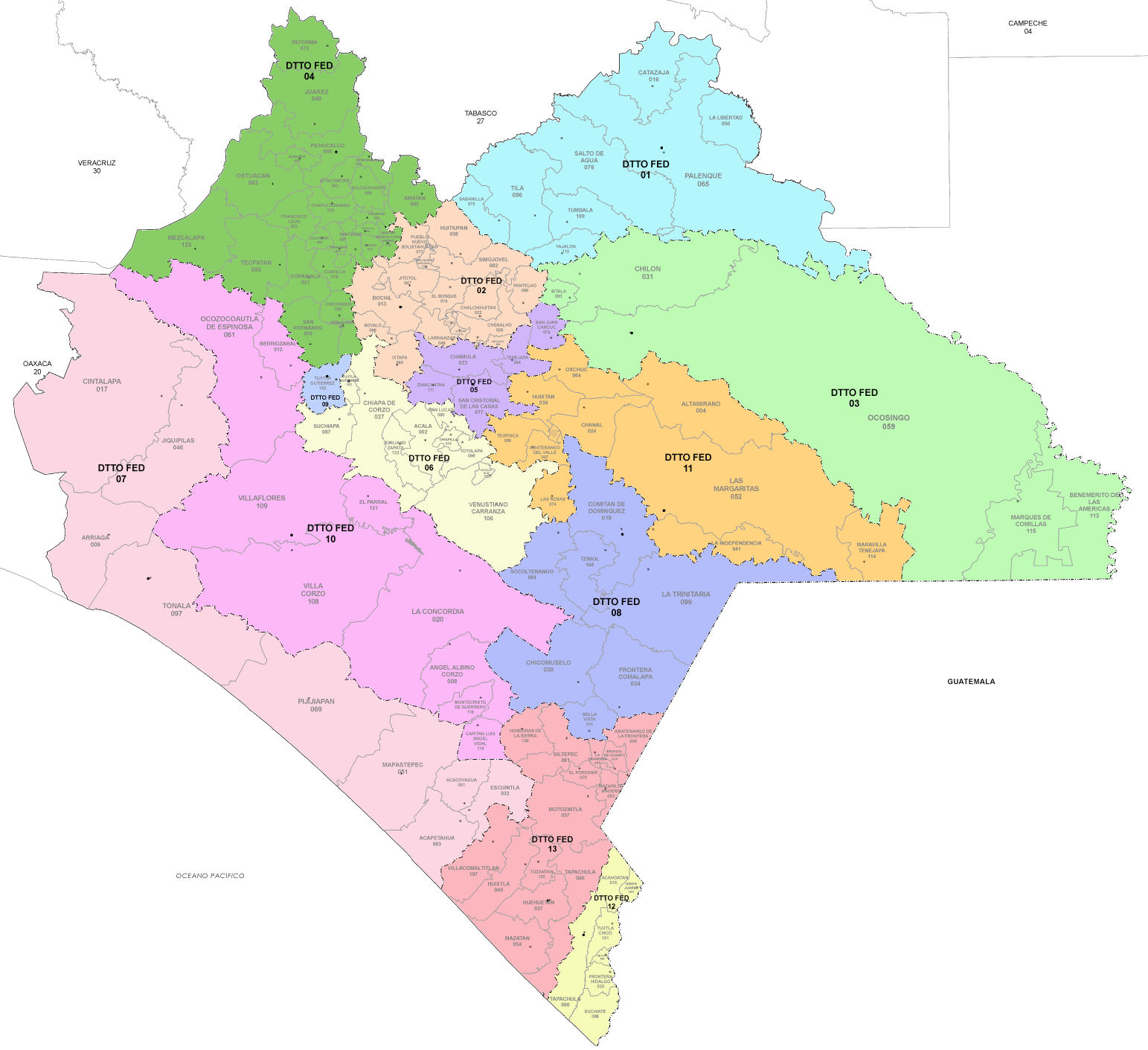
Карта федеральных избирательных округов штата Чьяпас. 5-й отмечен фиолетовым цветом

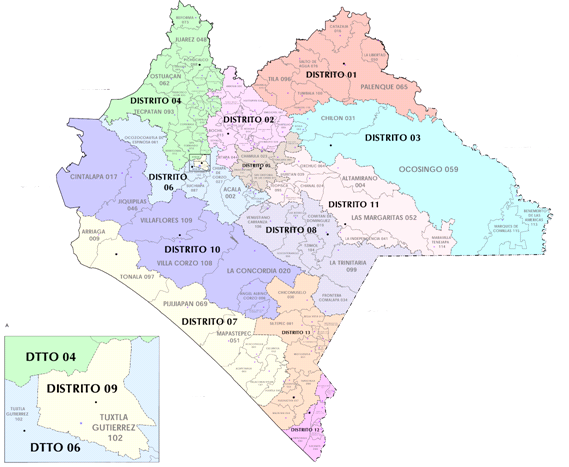
Карта федеральных избирательных округов штата Чьяпас в период с 2017 по 2022 год

5-й федеральный избирательный округ Чьяпаса в 2005—2017 годах

5-й федеральный избирательный округ Чьяпаса (исп. Distrito electoral federal 05 de Chiapas) — один из 300 избирательных округов, на которые делится терриория Мексики для проведения выборов в федеральную Палату депутатов, и один из 13 таких округов в штате Чьяпас.
От округа в нижнюю палату Конгресса избирается один депутат на трёхлетний законодательный период по принципу «первого прошедшего по списку». Голоса, поданные в округе, также учитываются при расчёте пропорционального представительства («многомандатности») депутатов, избранных от Третьего избирательного региона.

## Территория округа
В соответствии с планом формирования округов на 2023 год, принятым Национальным избирательным институтом, который будет использоваться для выборов 2024, 2027 и 2030 годов, 5-й округ охватывает 138 избирательных участков (исп. secciones electorales) в пяти муниципалитетах штата Чьяпас в центральной его части:
- Чамула, Сан-Кристобаль-де-лас-Касас (часть), Сан-Хуан-Канкук, Тенехапа и Синакантан.

## Депутаты, избранные в Конгресс от округа
| Выборы | Депутат                          | Партия | Срок      | Созыв Конгресса |
| ------ | -------------------------------- | ------ | --------- | --------------- |
| 1976   | Gonzalo Esponda Zebadúa          |        | 1976—1979 | 50-й Конгресс   |
| 1979   | Jaime Coutiño Esquinca           |        | 1979—1982 | 51-й Конгресс   |
| 1982   | Faustino Roos Mazo               |        | 1982—1985 | 52-й Конгресс   |
| 1985   | Antonio Melgar Aranda            |        | 1985—1988 | 53-й Конгресс   |
| 1988   | César Ricardo Naumann Escobar    |        | 1988—1991 | 54-й Конгресс   |
| 1991   | José Antonio Aguilar Bodegas     |        | 1991—1994 | 55-й Конгресс   |
| 1994   | Hildiberto Ochoa Samayos         |        | 1994—1997 | 56-й Конгресс   |
| 1997   | Gilberto Velasco Rodríguez       |        | 1997—2000 | 57-й Конгресс   |
| 2000   | Nicolás Lorenzo Álvarez Martínez |        | 2000—2003 | 58-й Конгресс   |
| 2003   | Florencio Collazo Gómez          |        | 2003—2006 | 59-й Конгресс   |
| 2006   | Jorge Mario Lescieur Talavera    |        | 2006—2009 | 60-й Конгресс   |
| 2009   | Sergio Lobato García             |        | 2009—2012 | 61-й Конгресс   |
| 2012   | Luis Gómez Gómez                 |        | 2012—2015 | 62-й Конгресс   |
| 2015   | María Soledad Sandoval Martínez  |        | 2015—2018 | 63-й Конгресс   |
| 2018   | Clementina Marta Dekker Gómez    |        | 2018—2021 | 64-й Конгресс   |
| 2021   | Yeimi Aguilar Cifuentes          |        | 2021—2024 | 65-й Конгресс   |
| 2024   | Emilio Ramón Ramírez Guzmán      |        | 2024—2027 | 66-й Конгресс   |

## Президентские выборы
| Выборы | Победивший в округе          | Партия или коалиция        | %       |
| ------ | ---------------------------- | -------------------------- | ------- |
| 2018   | Андрес Мануэль Лопес Обрадор | Вместе мы войдём в историю | 60,1013 |
| 2024   | Клаудия Шейнбаум             | Продолжим творить историю  | 49,2693 |